# Hochrhein-Hotzenwald-Weg
Der Hochrhein-Hotzenwald-Weg ist ein rund 165 Kilometer langer Radfernweg im Deutsch-Schweizerischen Grenzgebiet. Er verläuft von Konstanz nach Weil am Rhein und überquert bis Schaffhausen achtmal die Grenze. Dabei trennt das Tal des Hochrheins den Hotzenwald vom Schweizer Tafeljura. Der Radweg ist Teil des 520 Kilometer langen Rheintal-Radwegs und hat keine eigene Beschilderung.

## Streckenverlauf
Der Hochrhein-Hotzenwald-Radweg kann allgemein in drei Etappen eingeteilt werden:
- Etappe 1: Konstanz – Neuhausen (ca. 65 km)
  - über:Allensbach, Markelfingen, Radolfzell, Horn, Öhningen, Stein am Rhein, Hemishofen, Gailingen, Schaffhausen
- Etappe 2: Neuhausen – Bad Säckingen (ca. 70 km)
  - über: Jestetten, Hüntwangen, Hohentengen am Hochrhein, Waldshut, Albbruck, Laufenburg (Baden), Murg
- Etappe 3: Bad Säckingen – Weil am Rhein (ca. 35 km)
  - über: Schwörstadt, Lörrach